# Bill Melchionni
William P. Melchionni (ur. 19 października 1944 w Filadelfii) – amerykański koszykarz, występujący na pozycji rozgrywającego w ligach NBA i ABA.
Po ukończeniu Villanova University, gdzie grał w drużynie uczelnianej Villanova Wildcats, został wybrany z 19. numerem draftu 1966 przez drużynę Philadelphia 76ers. Był mistrzem NBA z roku 1967 razem z ekipą Sixers, w której grał między innymi Wilt Chamberlain.
Niedługo potem opuścił NBA i przeniósł się do ABA. Bill zagrał w 3 meczach gwiazd ligi ABA, raz został wybrany do pierwszej piątki roku 1972. W latach 1971 i 1972 zdobywał średnio najwięcej asyst na mecz w lidze ABA. W 1974 roku zdobył mistrzostwo ligi ABA razem z Juliusem Ervingiem w barwach New York Nets.
Przez dwa sezony (1973-1975) w NBA występował także jego młodszy brat, Gary. Natomiast syn Gary'ego, Lee był w latach 2002-2006 zawodnikiem uczelni Duke.

## Osiągnięcia
NCAA
- MVP turnieju NIT (1973)[2]
- Laureat nagrody Robert V. Geasey Trophy (1966)[3]

AAU
- Wicemistrz AAU (1966)[4]

ABA
- 2-krotny mistrz ABA (1974, 1976)[5][6]
- Wicemistrz ABA (1972)[7]
- Uczestnik meczu gwiazd:
  - ABA (1971–1973)[8][9][10]
  - NBA vs ABA (1971)[11]
- Wybrany do I składu ABA (1972)[12]
- Lider:
  - sezonu regularnego w asystach (1971-1972)[8][9]
  - play-off w średniej asyst (1973)[13]
- Klub Nets zastrzegł należący do niego w numer 25[14]
- Rekordzista ABA w średniej asyst (8,36), uzyskanych w trakcie pojedynczego sezonu (1971/72)[15]

NBA
- Mistrz NBA (1967)[16]